# Блейделис, Имант
И́мантс Бле́йделис (латыш. Imants Bleidelis; род. 16 августа 1975, Рига) — латвийский футболист, полузащитник.

## Биография
Профессиональную карьеру игрока начал в «Сконто», за который в общей сложности провёл более 100 матчей.
В 2000 году перебрался в английский «Саутгемптон», но за два года провёл там всего две игры и во многом по этой причине решил попытать счастья в «Виборге», став одним из лидеров датской команды.
Недолго поиграв в Австрии, вернулся на родину, где и завершил игровую карьеру в 2008 году.
За сборную Латвии провёл 106 игр. Участник чемпионата Европы 2004 года.